# Aveize
Aveize è un comune francese di 1 127 abitanti situato nel dipartimento del Rodano della regione Alvernia-Rodano-Alpi.

## Storia
Un atto di donazione del 974, contenuto nel cartulario dell'abbazia benedettina di Savigny, costituisce il primo documento storico su Aveize. In seguito al saccheggio del convento da parte degli Unni, l’abbazia con questo documento volle mostrare il suo desiderio di « raggruppare sotto la sua protezione tutti i paesi circostanti ».

## Società

### Evoluzione demografica
Abitanti censiti